# ستان جيلبرتسون
ستان جيلبرتسون (بالإنجليزية: Stan Gilbertson)‏ هو لاعب هوكي الجليد أمريكي، ولد في 29 أكتوبر 1944 في دولوث في الولايات المتحدة.

## وصلات خارجية
- ستان جيلبرتسون على موقع دوري الهوكي الوطني (الإنجليزية)
- ستان جيلبرتسون على موقع قاعة مشاهير الهوكي (لاعب أن.إتش.أل) (الإنجليزية)
- ستان جيلبرتسون على موقع EliteProspects.com (الإنجليزية)
- ستان جيلبرتسون على موقع HockeyDB.com (الإنجليزية)
- ستان جيلبرتسون على موقع Hockey-Reference.com (الإنجليزية)